# تشارلز شولز
تشارلز مونرو شولز (Charles Monroe Schulz) (ولِدَ في السادس والعشرين من نوفمبر– وتوفي في الثاني عشر من فبراير 2000م)، ولقبه سباركي، كان رسامًا كاريكاتوريًا أمريكيًا، والذي ثبت أن سلسلة الرسوم الهزلية الفول السوداني (Peanuts) التي ألفها هي واحدة من أكثر القصص الفكاهية شعبيةً وتأثيرًا في تاريخ الإعلام وما زال يُعاد طبعها حتى الآن على نطاقٍ واسع بشكلٍ يومي.

## عمله
وابتدع شولز أول سلسلة رسوم كارتونية منتظمة وهي أقارب لي (Li'l Folks)، والتي نشرتها جريدة سانت باول بايونير برس (St. Paul Pioneer Press) منذ عام 1947م وحتى عام 1950م، وقد أطلق عليها في البداية اسم تشارلي براون (Charlie Brown) على اسم شخصية من الشخصيات الكرتونية الموجودة فيها، على الرغم من أنه استخدم نفس الاسم في أربع قصص فكاهية لثلاثة صبية مختلفين إضافةً إلى واحد لم يظهر إلى النور. وظهر في هذه السلسلة أيضًا كلبٌ يشبه إلى حدٍ كبير الكلب سنوبي. وفي عام 1948م، اشترت مجلة واشنطن بوست مساء السبت (The Saturday Evening Post) سلسلةً من الرسوم الكارتونية، وهي الأولى من سبع عشرة مجموعة مفردة من الرسوم الكارتونية والتي سينشرها شولز لاحقًا في هذه المجلة. وقد حاول شولز عام 1948م، ضم سلسلة أقارب لي (Li'l Folks) إلى النقابة من خلال رابطة المشاريع الصحفية (Newspaper Enterprise Association). وكان شولز سيصبح متعاقدًا مستقلاً مع النقابة، التي لم يكن لها صيت في الأربعينيات، ولكن الصفقة فشلت. وفي يناير 1950م، سقطت سلسلة أقارب لي من رائد الصحافة (Pioneer Press).
ولاحقًا في نفس العام، تقرب شولز من نقابة الميزة المتحدة (United Feature Syndicate) بأفضل سلسلتيه من أقارب لي، والفول السوداني وظهرت أول مرة في الثاني من أكتوبر عام 1950م، وصارت هذه السلسلة واحدة من أكثر الرسوم الهزلية شهرةً ورواجًا على الإطلاق. كما أنه أبدع سلسلةً أخرى من الرسوم الهزلية المُهتمة بالرياضة وأطلق عليها اسم إنها مجرد لعبة (It's Only a Game) (1957م–1959م) لكنها لم تدم طويلاً كما أنه تركها نتيجة تزايد الطلبات على سلسلة رسوم الفول السوداني الناجحة. وفي الفترة ما بين 1956م وحتى 1965م، ساهم شولز بمجموعة مفردة من الرسوم الهزلية اسمها («أعمدة الصغار (Young Pillars)») والتي تهتم بالمراهقين وحتى الشباب، وهي مجموعة من المنشورات المرتبطة بكنيسة الرب.
وفي عامي 1957م و1961م صور شولز مجلدين من برنامج آرت لينكليتر (Art Linkletter) طرائف الأطفال (Kids Say the Darndest Things)، وفي عام 1964م صوَّر مجموعة من الخطابات تحت اسم عزيزي الرئيس جونسون (Dear President Johnson)، لبيل أدلر (Bill Adler).

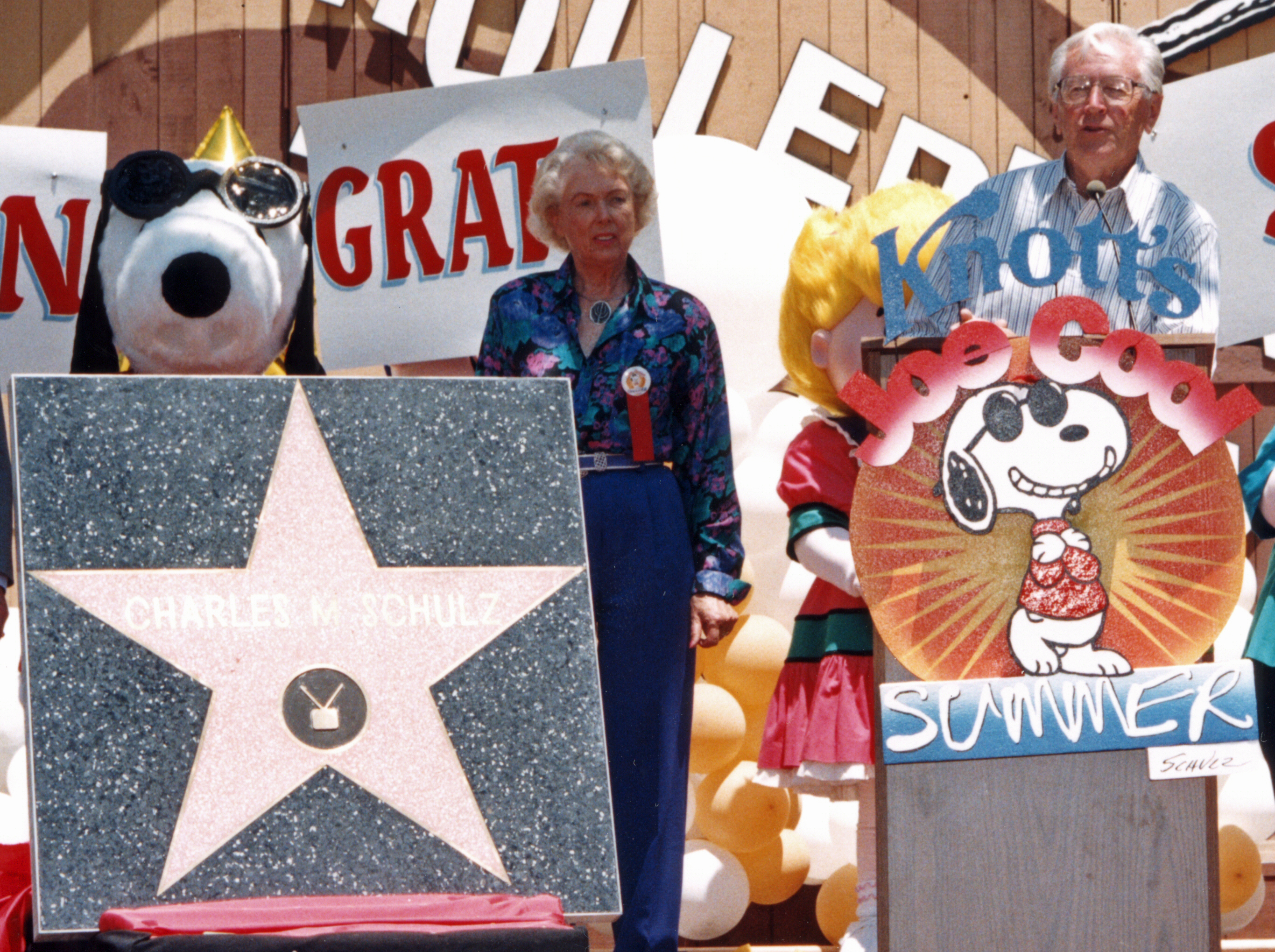
لحظة استلام شولز لنجمته في ممر الشهرة في هوليوود بنوتس بيري فارم (Knott's Berry Farm) في يونيو 1996م

لقد كانت شخصية تشارلي براون، الشخصية الأساسية في الفول السوداني، مُسماة على اسم زميل في العمل بشركة تعليم الفن (Art Instruction Inc)، حيث استلهم شولز الكثير من حياته الخاصة وجسدها في تشارلي براون الشخصية الكرتونية:
- وتمامًا مثل والدا تشارلي براون، كان والد شولز يعمل حلاقًا وأمه كانت ربة بيت.
- وجمعت صفات الخجل والانطواء كلا الشخصيتين شولز وتشارلي.
- كما كان لدى شولز كلب عندما كان صغيرًا، إلا أنه بخلاف سنوبي الذي من سلالة بيغل، فقد كان يمتلك كلب صيد.
- كما أن الإشارات التي جاءت عن شقيق سنوبي سبايك الذي يعيش خارج نيدليس، كاليفورنيا من المحتمل أنها قد جاءت تأثرًا بالسنوات القليلة (1928م–1930م) التي عاشت فيها عائلة شولز هناك، حيث انتقلوا إلى نيدليس للاتحاق بأعضاء آخرين من العائلة قد سبق وانتقلوا من مينيسوتا كي يكونوا بالقرب من قريبٍ مريض.[11]
- وقد كانت الفتاة الصغيرة ذات الشعر الأحمر هي دونا ماي جونسون (Donna Mae Johnson)، محاسبة بشركة تعليم الفن قد وقع في حبها، وعندما تقدم شولز ليطلب يدها رفضته وتزوجت برجلٍ آخر.
- كما كانا شخصيتا لينوس (Linus) وشيرمي (Shermy) (مُسميين على أسماء صديقيه الطيبين (لينوس مورير (Linus Maurer) وشيرمان بليبلر (Sherman Plepler) على التوالي).
- أما شخصية باتي نعناع (Peppermint Patty) فقد استلهمتها باتريشيا سوانسون (Patricia Swanson)، واحدة من قريباته من ناحية والدته. وابتكر شولز اسم الشخصية عندما رأى حلوى النعناع في منزله.[12][13]

## وصلات خارجية
- تشارلز شولز على موقع IMDb (الإنجليزية)
- تشارلز شولز على موقع الموسوعة البريطانية (الإنجليزية)
- تشارلز شولز على موقع ألو سيني (الفرنسية)
- تشارلز شولز على موقع ألو سيني (الفرنسية)
- تشارلز شولز على موقع ميوزك برينز (الإنجليزية)
- تشارلز شولز على موقع أول موفي (الإنجليزية)
- تشارلز شولز على موقع قاعدة بيانات برودواي على الإنترنت (الإنجليزية)
- تشارلز شولز على موقع قاعدة بيانات الأفلام السويدية (السويدية)
- تشارلز شولز على موقع إن إن دي بي (الإنجليزية)
- تشارلز شولز على موقع ديسكوغز (الإنجليزية)

- Obituary, New York Times, February 14, 2000: Charles M. Schulz, 'Peanuts' Creator, Dies at 77
- Charles Schulz interview (12 minutes), Fresh Air, National Public Radio, December 1990
- "Good Ol' Charles Schulz", American Masters, PBS, October 2007
- "Happiness is hearing an intellectual laugh!" (mp3) نسخة محفوظة 21 يوليو 2011 على موقع واي باك مشين. Charles Schulz interviewed in his study by Gail Rudwick and John Whiting (October 30, 1962)